# Richfield Springs (New York)
Richfield Springs est un village du comté d'Otsego, dans l'État de New York, aux États-Unis,. En 2010, il comptait une population de 1 264 habitants.

## Démographie
Lors du recensement de 2000, le village comptait une population de 1 264 habitants, tandis qu'en 2019, elle est estimée à 1 187 habitants.